# 日本看護連盟

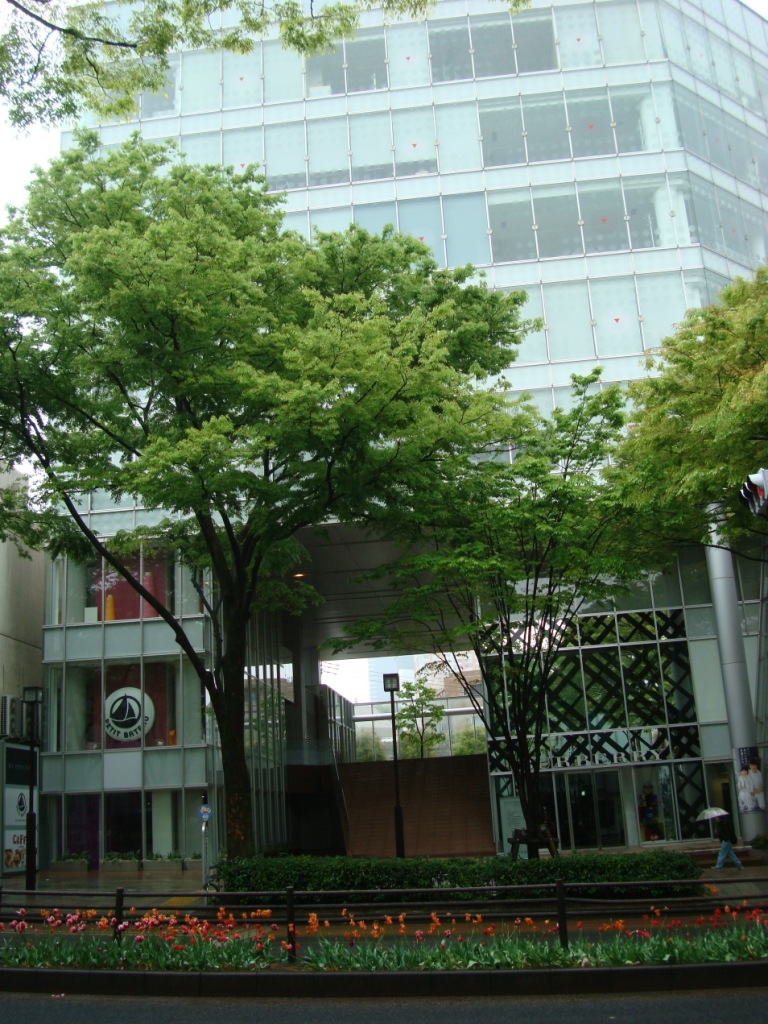
日本看護連盟が所在する、日本看護協会本部ビル
（東京・表参道）

日本看護連盟（にほんかんごれんめい）は、日本看護協会の掲げる理念と政策を実現するために政治活動を行う政治組織である。1959年（昭和34年）に設立。看護師としての職責を全うするために必要な法令制度や政策などの具現化を求めて政治活動をおこなう。事務局は東京都渋谷区神宮前五丁目8番2号（日本看護協会本部ビル）に所在する。
2003年（平成15年）の会員数は約19万5千人、収入は約9億7千万円。長年、自由民主党の支持団体として活動し、1960年代から参議院に組織内候補を自民党公認として立候補させてきた。

## 関連議員
日本看護連盟推薦の国会議員。太字は現職国会議員。
- 林塩 - 看護師、参議院議員。
- 石本茂 - 看護師、環境庁長官（初の閣僚）、参議院議員。
- 横山フク - 助産師、参議院議員。
- 清水嘉与子 - 看護師・保健師、環境庁長官、参議院議員。第15回参議院議員通常選挙（1989年（平成元年））で初当選
- 南野知惠子 - 看護師・助産師、法務大臣・内閣府特命担当大臣、参議院議員。第16回参議院議員通常選挙（1992年（平成4年））で初当選
- 能勢和子 - 看護師、環境大臣政務官。元衆議院議員。第41回衆議院議員総選挙（1996年（平成8年））で初当選
- 阿部俊子 - 看護師・栄養士、衆議院議員。第44回衆議院議員総選挙（2005年（平成17年））で初当選
- 髙階恵美子 - 看護師、参議院議員、後に衆議院議員。第22回参議院議員通常選挙（2010年（平成22年））で初当選
- 石田昌宏 - 看護師・保健師、参議院議員。第23回参議院議員通常選挙（2013年（平成25年））で初当選
- 木村弥生 - 看護師・保健師、衆議院議員。第47回衆議院議員総選挙（2014年（平成26年））で初当選
- 友納理緒 - 看護師・弁護士、参議院議員。第26回参議院議員通常選挙（2022年（令和4年））で初当選